# Látod-e, babám, amott azt a nagy hegyet
A Látod-e babám amott azt a nagy hegyet kezdetű új stílusú magyar népdalt Bartók Béla gyűjtötte 1917-ben Pozsonyban a 13. honvéd pótzászlóalj legénységétől. A katonák – fiatalok lévén – fogékonyak az újra, így a néhány évtizeddel korábban kialakult új stílusú népdal fontos terjesztői voltak.
Feldolgozás:
| Szerző          | Mire                       | Mű                                  |
| --------------- | -------------------------- | ----------------------------------- |
| Máriássy István | zongora vagy ének és gitár | Elindultam szép hazámból, 30. kotta |

## Kotta és dallam
| Látod- e babám, látod- e babám amott azt a nagy hegyet? Míg azt látod, míg azt látod, én a tied nem leszek. Azt a hegyet a zsebkendőmnek a négy sarkában is elhordom. Mégis az enyém, mégis az enyém leszel, édes galambom! | Változat: 1) |
| Látod e, babám, látod e babám amott azt a nagy tüzet? Míg azt látod, míg azt látod, én a tied nem leszek. Azt a tüzet a két szememnek a könnyeivel is eloltom. Mégis az enyém, mégis az enyém leszel, édes galambom.        | Látod e, babám, látod e babám amott azt a nagy vizet? Míg azt látod, míg azt látod, én a tied nem leszek. Azt a vizet a kalapomnak a karimáján is elhordom. Mégis az enyém, mégis az enyém leszel, édes galambom. |

## Felvételek
- Farsangi matiné 2015-01. VIDEOParades (Hozzáférés: 2016. február 28.) (videó) arch
- Látod-e babám. Járóka Sándor és zenekara  YouTube (2012. december 14.)  (Hozzáférés: 2016. február 28.) (audió, fényképek)
- Népdal információ. www.cimbalom.nl (Hozzáférés: 2016. február 28.) (audió) arch
  - népdal stílus Archiválva 2016. március 7-i dátummal a Wayback Machine-ben
  - csárdás stílus Archiválva 2016. március 7-i dátummal a Wayback Machine-ben
- 01. Székelyszentmihályi Citerazenekar  YouTube (2011. április 11.)  (Hozzáférés: 2016. február 28.) (audió, fényképek) 1:50–3:00.
- Kivicsezd meg, babám. Csemadok (Hozzáférés: 2016. február 28.) (kotta és szöveg) arch szöveg- és dallamváltozat.